# Đường vành đai 2 (Hải Phòng)
Đường vành đai 2 là tuyến giao thông đường bộ nội đô khép kín  của Hải Phòng. Đây là đường vành đai thứ 2 của Hải Phòng, chạy qua địa phận các quận Hồng Bàng, Kiến An, Hải An, An Dương và thành phố Thủy Nguyên.Địa phận các quận Ngô Quyền, Lê Chân hoàn toàn nằm bên trong tuyến vành đai này.

## Các đoạn tuyến

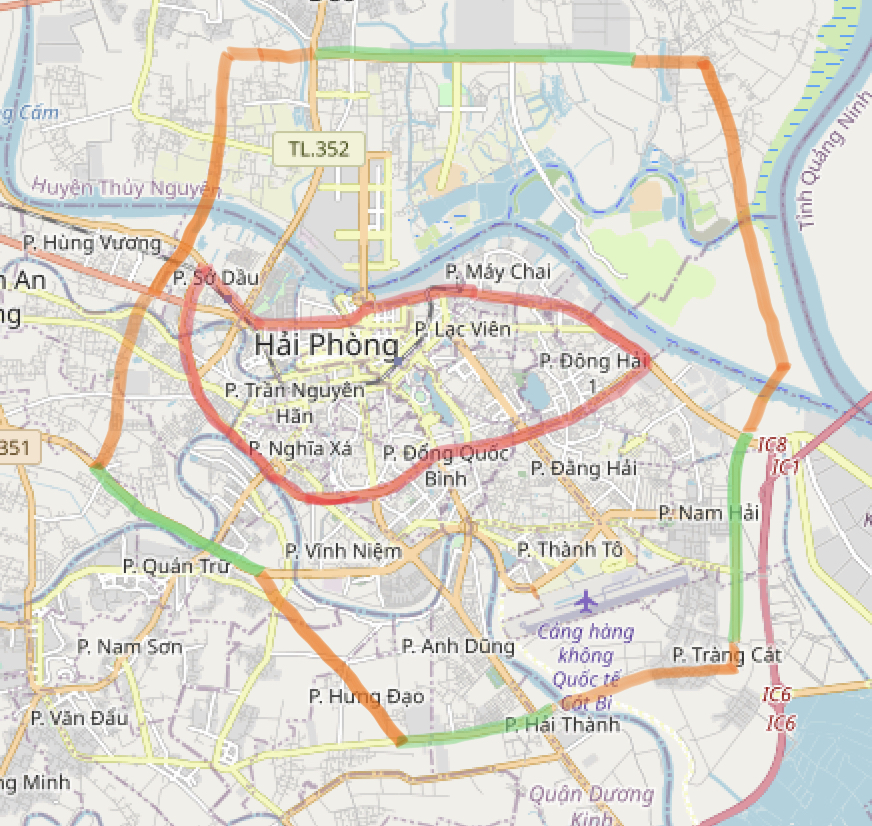
Vành đai 1 (đỏ) và Vành đai 2(xanh - đã hoàn thành; cam - chưa hoàn thành)

Hiện tại, tuyến vành đai 2 chưa khép kín bao gồm các đoạn đã hoàn thiện và các đoạn sẽ được xây dựng, nâng cấp.
- Đoạn tuyến trùng với CT.04 (từ nút giao Đình Vũ đến nút giao Tân Vũ): Đã hoàn thành
- Đoạn tuyến Tân Vũ - Hải Thành - đường Bùi Viện: Khởi công 2023[2]

– Xây dựng đoạn Tân Vũ - cầu Hải Thành và đoạn Hưng Đạo - đường Bùi Viện rộng 37m, mặt đường 8 làn xe
– Xây dựng đoạn từ đường tỉnh 353 - Hưng Đạo có rộng 68m, mặt đường 8 làn xe. Xây dựng hè đường 2 bên theo quy hoạch. (mở rộng)
– Xây dựng cầu Hải Thành vượt sông Lạch Tray với chiều dài khoảng 1.257,5m; bề rộng cầu 32m gồm 8 làn xe; xây dựng 2 nhánh cầu để kết nối giữa đường tỉnh 353 với cầu Hải Thành, chiều rộng cầu nhánh 7,0m gồm 2 làn xe chạy.
– Xây dựng cầu vượt nút giao đường Bùi Viện với chiều dài cầu khoảng 250m; bề rộng mặt cầu 25m gồm 6 làn xe.
- Đoạn tuyến đường Bùi Viện - đường Nguyễn Trường Tộ: Đã hoàn thành.
- Đoạn tuyến đường Nguyễn Trường Tộ - Bệnh viện Việt Tiệp CS2 - Hùng Vương - Lâm Động: Chưa hoàn thành
- Đoạn tuyến Lâm Động - Đường trục 9C KCN VSIP: Hoàn thành theo quy hoạch khoảng 70%.
- Đoạn tuyến KCN VSIP - Vũ Yên - Nút giao với đường Đình Vũ: Chưa hoàn thành.